# Сага
Са́га (давньоскан. saga, МФА: [ˈsaːɣa] — сказання) — оригінальні та перекладні епічні (історичні та героїчні) твори з віршованими вставками, поширені в Ірландії та Ісландії (VIII-XIII ст.).
Поділяються на ранні (усні) та пізні (писемні), створені безіменними авторами (філідами) — знавцями давніх законів. Найпоширеніші мотиви саг — військові подвиги, викрадення худоби, сватання, плавання у дивні краї, бенкети. Саги нагадують за стилем лицарські романи.
Переважно у сагах описувалися військові подвиги, викрадення худоби, сватання, плавання у дивні краї, бенкети.
Іноді використовувалися інтертекстуальні елементи, запозичені з античного, біблійного епосів тощо, як-от про троянців, юдеїв та інших, а також апостольські, переважно перекладені з латини, пов'язані з запровадженням християнства в Скандинавії в XI—XII ст.
У метафоричному сенсі (а іноді й іронічно) сагою називають також літературні твори інших стилів та епох (у тому числі сучасні) або взагалі життєві історії, що мають щось спільне з давньоскандинавськими сагами: зазвичай це деяка епічність стилю або змісту та / або ставлення до сімейних історій декількох поколінь. Деякі автори включають слово «сага» в назву своїх творів.
Назва saga, ймовірно, походить від ісландського дієслова segja — говорити, і позначає як усне оповідання, так і оформлене у письмовому вигляді. Спочатку в ісландців термін «сага» застосовувався по відношенню до будь-якої прозової розповіді, проте нині він об'єднує сукупність літературних пам'яток, записаних у вказаний час.
Матеріалом для саг також були таттри.
Систематизація саг розпочалась у XII ст. Деякі їхні сюжети (сказання про Фінна) поширилися за межі Ірландії та Ісландії, вплинули на творчість Дж. Макферсона, Г. Ібсена, Дж. Голсуорсі та інших.

## Канон (принцип) саги
Сага завжди починається з представлення дійових осіб, опису їх роду. При цьому використовуються стандартні кліше: "Жив чоловік на ім'я …, він був сином …. Одружений він був на …, дітей їх звали … ". Всі більш-менш значущі дійові особи характеризуються таким чином. Іноді розповідь починається за кілька поколінь до появи головного героя (героїв), вертаючись аж до часів заселення Ісландії та виникнення держав Скандинавського півострова. Взагалі, для саг характерно дуже велике число діючих осіб, іноді до сотні й більше. Потім розповідь переходить до основних подій — чвар (в родових сагах), правління (в королівських сагах), які теж описуються з усією докладністю, аж до вказівки, хто кому і яку рану наніс у бою й яке відшкодування було за це виплачено. Часто дослівно цитуються інші пам'ятники — наприклад, «Книга про заселення землі» або тексти давньоскандинавських законів. Хронологія завжди досить чітко витримана — точно вказується, скільки років минуло з часу тієї чи іншої події. Відносини статей у сагах ніколи не описуються так, як це прийнято в літературі нового часу. Все, що відбувається між подружжям, згадується лише через те, що має відношення до сюжету. Про любовний зв'язок між чоловіком та жінкою, які не перебувають у шлюбі, взагалі йдеться тільки натяками. Часто в сагах виступає й фантастичний елемент — епізоди з привидами, нежиттю, різними знаменнями тощо. Досить поширеним мотивом в родових сагах є перемога головного героя над вікінгом-берсерком під час перебування в Скандинавії.

## Деякі саги
- Сага про Вельсунгів
- Сага про Еріка Рудого
- Сага про йомсвікінгів
- Сага про Еймунда
- Сага про Гіслі
- Про Олафа Трюггвасона
- Про Олафа Святого
- Про Грольва Пішохода
- Про гутів
- Про давні часи північних країн
- Про Інгвара Мандрівника
- Про мешканців Фарерських островів (записана між 1200—1215 роками)
- Про Магнуса Доброго (записана до 1200 р. за матеріалами стансів королівських скальдів)
- Про народження Кухуліна
- Цикл саг «Про давні часи» (зокрема, оповідь про Ейріка Мандрівника)
- Сага про хрещення (автор — Стурла Тордарсон)